# Fengman-Talsperre
Die Fengman-Talsperre ist eine der ersten großen Talsperren, die in China gebaut worden sind. Sie wurde im Nordosten Chinas am Fluss Songhua Jiang in der Provinz Jilin 24 km südöstlich der gleichnamigen Stadt errichtet. Ihr chinesischer Name ist Fengman Daba (chin. 豐滿大壩 / 丰满大坝 Pinyin Fēngmǎn Dàbà, Fengman-Staudamm) bzw. auch Fengman Shuiba (chin. 豐滿水壩 / 丰满水坝 Pinyin Fēngmǎn Shuǐbà, Fengman-Talsperre) genannt.

## Bauwerk
Die Talsperre hat eine Gewichtsstaumauer als Absperrbauwerk. Sie ist 91,7 m hoch, 1080 m lang und besteht aus 60 Sektionen, die je 18 m lang sind und von links nach rechts durchnummeriert sind. Das Wasser kann an den Sektionen 9 bis 19 über die Mauer fließen (als Hochwasserentlastung). Die Sektionen 21 bis 31 sind Einlaufbauwerke mit Druckrohren mit Durchmessern von 5,6 m, die das Wasser zu den Turbinen leiten. Neben den zehn Hauptturbinen gibt es noch eine kleinere mit einem 1,6 m großen Rohr für den Eigenbedarf. In einer anderen Quelle wird von acht Turbinen gesprochen.
Zwischen 1937 und 1942 hat die japanische Besatzungsmacht begonnen, die Staumauer zu bauen, um Energie aus Wasserkraft zu gewinnen. Der erste Einstau begann im November 1942 und die erste Turbine begann im März 1943 zu laufen. Nach Unterbrechungen wurde die Staumauer erst 1953 fertig gebaut. Die letzte Turbine nahm 1959 ihren Betrieb auf. Die Gesamtkapazität des Wasserkraftwerks ist 552,5 MW, im Dauerbetrieb werden 166 MW garantiert. Die Gesamtjahresenergieproduktion beträgt 1890 GWh.
Neben dem Hauptzweck der Talsperre zur Elektrizitätsgewinnung dient sie auch der Hochwasserkontrolle, der Bewässerung, der öffentlichen und industriellen Wasserversorgung, der Schiffbarkeit, der Fischerei, dem Tourismus und weiteren Zwecken. 
Am selben Fluss weiter oberhalb steht auch die Baishan-Talsperre. Ihr Einzugsgebiet von 19.000 km² ist Teil des Gesamt-Einzugsgebiets von 42.500 km².
Der Stausee gehört mit etwa 11.000 Millionen Kubikmetern Inhalt zu den größeren der Erde. Der genaue Inhalt wird unterschiedlich angegeben mit 10.680, 10.780 oder 11.460 Mio. m³. Der Stausee ist schmal und lang gestreckt, etwa 180 km lang und bis zu 10 km breit. Seine Oberfläche ist je nach Wasserstand bis zu 550 km² groß. Die größte Tiefe beträgt 75 Meter.

## Neuer Damm
Zwischen 2015 und 2019 wurde 120 m flussabwärts des alten Staudamms ein neuer Damm gebaut. Das neue Bauwerk ist um die Hälfte höher als das alte und hat eine um 50 % höhere Stromerzeugungskapazität. Als 2019 die letzte der neuen Turbinen installiert wurde, begannen die Arbeiten zum Rückbau des alten Damms.